# 892
| Calendário gregoriano                                                        | 892 DCCCXCII                                          |
| Ab urbe condita                                                              | 1645                                                  |
| Calendário arménio                                                           | 341 – 342                                             |
| Calendário bahá'í                                                            | -952 – -951                                           |
| Calendário budista                                                           | 1436                                                  |
| Calendário chinês                                                            | 3588 – 3589 Início a 3 de fevereiro (aproximadamente) |
| Calendário copta                                                             | 608 – 609                                             |
| Calendário etíope                                                            | 884 – 885                                             |
| Calendários hindus - Vikram Samvat - Calendário nacional indiano - Cáli Iuga | 947 – 948 813 – 814 3992 – 3993                       |
| Calendário Holoceno                                                          | 10892                                                 |
| Calendário islâmico                                                          | 278 – 279                                             |
| Calendário judaico                                                           | 4652 – 4653                                           |
| Calendário persa                                                             | 270 – 271                                             |
| Calendário rúnico                                                            | 1142                                                  |
| Calendário solar tailandês                                                   | 1435                                                  |

892 (DCCCXCII, na numeração romana) foi um ano bissexto do século IX do Calendário Juliano, da Era de Cristo, teve início a um sábado e terminou a um domingo e as suas letras dominicais foram B e A (52 semanas).
No território que viria a ser o reino de Portugal estava em vigor a Era de César que já contava 930 anos.
| Ano completo                      |
| --------------------------------- |
| Ano bissexto com início ao sábado |

## Nascimentos
- - Fujiwara no Arihira (  m. 11 de Novembro de 970 )